# Pločari
Pločari je naseljeno mjesto u općini Fojnica, Federacija Bosne i Hercegovine, BiH.
Nalazi se istočno od Fojnice, na obalama Fojničke rijeke, na cesti prema Kiseljaku.

## Stanovništvo

### 1991.
Nacionalni sastav stanovništva 1991. godine, bio je sljedeći:
ukupno: 67
- Muslimani - 67

### 2013.
Nacionalni sastav stanovništva 2013. godine, bio je sljedeći:
ukupno: 41
- Bošnjaci - 41

## Vanjske poveznice
- Satelitska snimka  Arhivirana inačica izvorne stranice od 28. siječnja 2021. (Wayback Machine)